# Coptodryas elegans
Espèce
Synonymes
- Coptodryas conccinnus
- Coptodryas flexiocostatus
- Xyleborus elegans Sampson, 1923

Coptodryas elegans est une espèce de coléoptères de la famille des Curculionidae, de la sous-famille des Scolytinae et de la tribu des Xyleborini. Elle se rencontre en Asie (Birmanie, Inde, Indonésie) et autour du Pacifique. La localité type est Raja Bhat Khawa (d) au Bengale. Elle peut être trouvée sur Albizzia moluccana, Eugenia jambolana, Lansium sp. et Shorea robusta (sal).

## Systématique
L'espèce Coptodryas elegans a été initialement décrite en 1923 par l'entomologiste et lieutenant-colonel Frank Winn Sampson (d) sous le protonyme de Xyleborus elegans.

## Description
L'holotype de Coptodryas elegans mesure 2,1 mm de longueur et 0,9 mm de largeur. Sa teinte générale est noir brillant.

## Publication originale
- (en) F. Winn Sampson, « Previously undescribed Scolytidae and Platypodidae from the India Area - Part II », Annals and Magazine of Natural History, Londres, Taylor & Francis, vol. 11, no 63,‎ 1923, p. 285-289 (ISSN 0374-5481, OCLC 1481361, lire en ligne).